# Dendrosenecio keniodendron
Espèce
Classification phylogénétique
Dendrosenecio keniodendron est une espèce de plante à fleurs de la famille des Asteraceae.
Elle est endémique du Mont Kenya.

## Synonyme
- Senecio keniodendron R.E.Fr. & T.C.E.Fr.